# Прилук (Кичменгско-Городецкий район)
Прилук — деревня в Кичменгско-Городецком районе Вологодской области.
Входит в состав Городецкого сельского поселения (с 1 января 2006 года по 1 апреля 2013 года входила в Сараевское сельское поселение), с точки зрения административно-территориального деления — в Сараевский сельсовет.
Расстояние до районного центра Кичменгского Городка по автодороге составляет 39 км. Ближайшие населённые пункты — Привольная, Сараево, Овсянниково, Якшинская, Наволок, Россоулинская, Воронинская.
Население по данным переписи 2002 года — 73 человека (36 мужчин, 37 женщин). Всё население — русские.